# Musicaitalia per l'Etiopia
MusicaItalia per l'Etiopia è stato un supergruppo italiano.

## Storia
Nato nel 1985 da un'idea di David Zard sulla scia di Band Aid (Do They Know It's Christmas?) e di USA for Africa (We Are the World), il progetto coinvolgeva molti artisti noti del panorama musicale italiano e si prefiggeva lo scopo di raccogliere fondi da devolvere in favore dell'Etiopia. Al contrario degli altri due supergruppi già citati, in questo caso si decise di incidere una canzone già molto conosciuta al pubblico: Nel blu dipinto di blu (Volare) di Domenico Modugno. Il disco uscì in formato 7" e 12", e la canzone non venne registrata tutta in una volta, bensì alcuni cantanti registrarono separatamente il loro brano di canzone che venne poi mixato. A questo progetto parteciparono tutti i cantanti italiani famosi di quell'epoca eccetto Claudio Baglioni. Ma per via dell'iniziativa poco convincente che infatti, nonostante la bontà dell'iniziativa, la notorietà della canzone scelta (forse però quasi "banale") ed il parco di artisti che vi hanno partecipato, il progetto si è rivelato un mezzo flop; questo insuccesso può essere imputato alla poca pubblicità data all'evento, e forse anche all'aver scelto un brano già noto (ma del tutto slegato dalla causa che si voleva promuovere), anziché uno scritto appositamente per l'occasione.

## Formazione
Gli artisti che vi presero parte furono:
- Banco del Mutuo Soccorso
- Loredana Bertè
- Angelo Branduardi
- Rossana Casale
- Lucio Dalla
- Fabrizio De André
- Dik Dik
- Tony Esposito
- Maurizio Fabrizio
- Eugenio Finardi
- Riccardo Fogli
- Ivano Fossati
- Dori Ghezzi
- Milva
- Claudia Mori
- Gianna Nannini
- Patty Pravo
- Ron
- Vasco Rossi
- Enrico Ruggeri
- Giuni Russo
- Gianni Togni

## Discografia

### Singoli
- 1985 - Volare